# Planet of Giants
Planet of Giants (La Planète des Géants) est le neuvième épisode de la première série de la série télévisée britannique de science-fiction Doctor Who, diffusé pour la première fois en trois parties hebdomadaires du 31 octobre au 14 novembre 1964. Écrit par le scénariste Louis Marks, on y voit le Docteur et ses compagnons y être miniaturisés.

## Accroche
Alors que le TARDIS subit de nombreux problèmes de fonctionnement, le Docteur et ses compagnons sortent explorer le lieu où ils se sont rendus. Après quelques examens des environs, ils se rendent compte qu'ils se trouvent bel et bien dans l'Angleterre du XXe siècle, mais qu'ils ont été miniaturisés dans un jardin où vient de se dérouler un crime.

## Casting
- William Hartnell — Le Docteur
- Carole Ann Ford — Susan Foreman
- Jacqueline Hill — Barbara Wright
- William Russell — Ian Chesterton
- Alan Tilvern — Forester
- Frank Crawshaw — Farrow
- Reginald Barratt — Smithers
- Rosemary Johnson — Hilda
- Fred Ferris — Bert

## Résumé

### Planet of Giants
Les portes du TARDIS s'ouvrent juste quelques instants avant sa matérialisation ce qui provoque quelques dégâts internes (l'écran de repérage explose) et une inquiétude de la part du Docteur. Partis explorer les environs, le Docteur et ses compagnons sont impressionnés par les cadavres de fourmis géantes et d'un ver de terre monstrueux devant lesquels ils se trouvent. Pensant être au milieu d'une planète de géants, ils se rendent à l'évidence en voyant une boite d'allumette géante dotée d'une inscription en anglais : le TARDIS a été miniaturisé et eux avec. Lors de son exploration, Ian se retrouve emprisonné dans la boite d'allumette d'un scientifique du nom de Farrow. Celui-ci a une discussion avec un homme du nom de Forester, qui est furieux d'apprendre que le DN6, un nouvel insecticide qu'il comptait exploiter (et qui a été répandu dans le jardin), est trop dangereux pour être commercialisé. Souhaitant tout de même exploiter le DN6, Forester tire sur Farrow et le laisse mort dans le jardin.
Seuls témoins du meurtre, bien que miniaturisés, le Docteur et ses compagnons veulent faire en sorte que ce crime ne soit pas impuni. Mais au loin, Barbara aperçoit l'arrivée du chat de la maison.

### Dangerous Journey
Le chat étant reparti sans s'occuper d'eux, Ian et Barbara se cachent dans une serviette qui sera emmenée par Forester dans son labo, lorsqu'ils entendent ce dernier revenir. Là, Forester fait pression sur Smithers, le scientifique qui travaille avec lui sur le projet DN6 pour qu'il ne parle pas du meurtre de Farrow et l'aide à cacher les preuves. Sortant de la serviette, Ian et Barbara sont témoins de la mort instantanée d'une mouche ayant été mise en contact avec des graines aspergées de DN6, que Barbara avait touchées également. Ayant escaladé un tuyau d'évier pour arriver à rejoindre Ian et Barbara, Susan et le Docteur se retrouvent à l'intérieur du lavabo au moment où Smithers et Forester tirent de l'eau pour se laver les mains du sang du cadavre.

### Crisis
Ayant trouvé un embranchement dans la tuyauterie, Susan et le Docteur s'y sont cachés le temps d'échapper aux trombes d'eau prêtes à leur tomber dessus. Pendant ce temps, Forester téléphone au ministère en se faisant passer pour Farrow afin de faire autoriser la mise en circulation du DN6. Mais sa voix sonne faux et cela intrigue la standardiste Hilda et son mari policier, Bert.
S'étant finalement retrouvés, le Docteur et ses compagnons tentent de décrocher le téléphone afin d'alerter la police, mais leurs voix ne peuvent pas être entendues et Barbara commence à souffrir des effets du DN6 avec lequel elle a été mise en contact. Cet appel incongru développera la suspicion d'Hilda qui rappellera chez Farrow afin de savoir si tout va bien. Forester ne réussissant pas à les convaincre par son imitation de Farrow, Bert décide de mener son enquête. Décidant d'allumer un feu afin d'attirer l'attention de la police, Ian et Susan réussissent à enflammer une allumette et à la placer près d'une bombe de DN6. Celle-ci explose alors que Forester entre dans la pièce ce qui le couvre de produit. Un policier arrive et le met en état d'arrestation.
Les voyageurs rentrent au TARDIS où le Docteur réussit à reconfigurer sa machine pour qu'elle reprenne sa taille originelle. Barbara, alors gravement atteinte, se sent mieux, les particules d'insecticides qui l'avaient touchée étant revenues à leur taille microscopique. Le Docteur est hélas mécontent de s'apercevoir que son scanner, qu'il a pourtant réparé, ne semble pas encore correctement fonctionner.

## Continuité
- C'est la première fois que le Docteur et ses compagnons reviennent dans l'Angleterre du XXe siècle depuis « An Unearthly Child ».